# Antoine Lahad

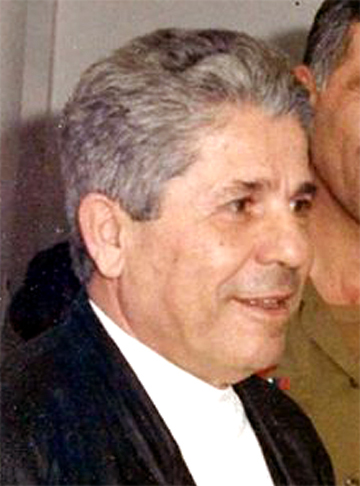
Antoine Lahad (etwa 1988)

Antoine Lahad (* 1927 in Al Qattara, Libanon; † 10. September 2015 in Paris) war von 1984 bis zu ihrem Zusammenbruch nach dem Rückzug Israels aus dem Libanon der Führer der Südlibanesischen Armee (SLA).
Er wurde 1927 in eine katholische libanesische Familie geboren. 1952 beendete er die Militärakademie.
General Lahad war ein pensionierter hochrangiger Offizier in der libanesischen Armee und wurde 1984 auf Wunsch des früheren Präsidenten Camille Chamoun zum Kommandeur der SLA ernannt, nachdem Saad Haddad verstorben war. Als Kommandeur kämpfte er im Südlibanon als Verbündeter Israels gegen die syrische Armee und die Hisbollah.
1988 verübte die Libanesin Soha Bechara ein Attentat auf Lahad. Während Lahad mit schweren Verletzungen überlebte, wurde die Attentäterin von vielen innerhalb und außerhalb des Libanon als Heldin gefeiert.
Zum Zeitpunkt des Zusammenbruchs der SLA war Lahad mit seiner Familie in Paris. Er kehrte zunächst nach Israel zurück und die französischen Behörden verweigerten ihm die Erlaubnis, in Frankreich zu leben. Er lebte einige Jahre in Tel Aviv, wo er ein libanesisches Restaurant führte.
2004 veröffentlichte Lahad seine Autobiographie unter dem hebräischen Titel Be-'ain ha-se'ara (Im Zentrum des Sturmes), im Verlag der Yedi’ot Aharonot.